# Dubrovačka škuda
Škuda (tal. scudo — štit, grb). je naziv za zlatni ili srebreni novac, koji na jednoj od svojih strana ima grb u obliku štita. Od 1528. kovao se u Veneciji, a bio je u prometu i u Dubrovniku, gdje je bio i obračunski novac. Od 1708. do 1750. Dubrovačka Republika kuje vlastite srebrene škude mase 17,5 do 18,2 grama, promjera 31 do 40 mm. Vrijednost im je bila 36 dinara ili dinarića ili 216 solada. Na aversu je prikazan sveti Vlaho koji u ruci drži maketu grada, postrance od sveca slova S—B te godina kovanja. Naokolo je natpis: "+ PROTECTOR REIPVBLICE RHAGVSINE +". Na reversu je stojeći Krist između zvijezda (mandorla) i kružni natpis: "+ TVTA SALVS SPES ET PRESIDIVM +". Kovane su i poluškude.
Poluškuda je rijedak dubrovački srebreni novac kovan 1708., 1709., 1748. i 1750. godine, promjera 33 mm, mase od 8,16 do 8,93 grama. Na aversu je prikazan sv. Vlaho, zaštitnik grada, a na reversu Krist. Od škuda se razlikuju samo veličinom i masom.
Vrijednost joj je bila 1/2 škude, odnosno 18 dinarića.